# 쌍둥이자리
쌍둥이자리(라틴어: Gemini 게미니[*])는 오리온자리의 북서쪽에 있는 별자리로, 황도12궁의 하나이다. 겨울의 저녁 하늘에 잘 보인다. 제미니 계획(Gemini program)의 명칭이 여기에서 유래되었다.
황도12궁 중 가장 북쪽에 있다. 태양이 쌍둥이자리에 위치하면 절기상으로 하지(夏至)가 된다.
동아시아의 별자리에서는 정수(井宿)와 그에 속한 북하, 오제후, 천준 별자리에 해당된다.

## 특징
쌍둥이자리는, α별인 카스토르(Castor)와 β별인 폴룩스(Pollux)의 두 별이 가장 밝다. 카스토르는 2.0등급의 카스토르 A와 2.9 등급의 카스토르 B, 9 등급의 카스토르 C로 구성된 3연성이며, 세 별 모두 분광연성이어서, 실제로는 6연성이 된다. 이들은 모두 상호간의 중력에 의해 묶여 있다.
별자리의 이름은 밝은 순서대로 α, β, γ로 정하는데, 쌍둥이자리는 β별인 폴룩스가 α별인 카스토르보다 밝다. 그 이유는 처음 별자리에 별 이름을 붙일 당시에는 카스토르가 폴룩스보다 밝았기 때문이다. 쌍둥이별은 쌍둥이를 닮아서 그렇다.

## 별과 천체

### 쌍둥이자리의 항성
· 카스토르(Castor, α Gem; 쌍둥이자리 알파): 카스토르는 카스토르 Aa·Ab, 카스토르 Ba·Bb, 카스토르 Ca·Cb로 이루어진 육중성계이다. 카스토르 A(Aa와 Ab)의 겉보기 등급은 +1.93, 카스토르 B(Ba, Bb)의 겉보기 등급은 +2.97, 카스토르 C(Ca, Cb)의 겉보기 등급은 +9.83이다. 카스토르 A와 B는 망원경으로 분리해서 볼 수 있으며 세 별의 밝기가 합쳐져 겉보기 등급 +1.58에 이르고, 이는 쌍둥이자리에서 두 번째로 밝은 별이다. 카스토르 Aa의 스펙트럼형은 A1V의 A형 주계열성이며 항성계 전체는 대략 15 pc 떨어져 있다.
· 폴룩스(Pollux, β Gem; 쌍둥이자리 베타): 겉보기 등급 +1.14인 쌍둥이자리에서 가장 밝은 별로 스펙트럼형 K0III의 적색거성이다. 테스티아스(Thestias)로 명명된 외계행성 폴룩스 b가 있으며 약 목성 질량의 두 배에 달하는 행성으로 추정된다. 폴룩스는 약 10 pc 떨어져 있고, 관측자의 시점에서는 카스토르의 바로 옆에 위치한다.
· 알헤나(Alhena, γ Gem; 쌍둥이자리 감마): 겉보기 등급 +1.92인 별로 쌍둥이자리에서 세 번째로 밝은 별이다. 스펙트럼형 A1.5IV의 A형 준거성이며 약 34 pc 떨어져 있다.
· 와사트(Wasat, δ Gem; 쌍둥이자리 델타): 겉보기 등급 +3.53의 약간 어두운 별이다. 쌍둥이자리 델타 Aa·Ab, 쌍둥이자리 델타 B로 이루어진 삼중성계이며 Aa와 Ab를 분리해 볼 수는 없지만, 작은 망원경으로 A와 B를 분리해 볼 수 있다. 스펙트럼형 F2V의 F형 주계열성이며 약 19 pc 떨어져 있다.
· 메브수타(Mebsuta, ε Gem; 쌍둥이자리 엡실론): 겉보기 등급 +3.06의 비교적 밝은 별이며 최근 쌍둥이자리 엡실론의 방향에서 발생한 먼지로 인하여 등급이 감소하고 있다. 별의 외피에 있는 대류 영역에 의해 형성된 것으로 추정되는 자기장이 감지되었다. 스펙트럼형 G8Ib의 G형 초거성이며 약 264 pc 떨어져 있다.
· 멕부다(Mekduda, ζ Gem; 쌍둥이자리 제타): 겉보기 등급 +3.79의 비교적 어두운 별로 약 368 pc 떨어져 있다. 스펙트럼형 G1Ib의 G형 초거성이다.
· 프로푸스(Propus, η Gem; 쌍둥이자리 제타): 겉보기 등급 +3.28의 비교적 밝은 별로 관측자의 시선에선 추후 서술하는 초신성잔해 IC 443의 옆에 위치한다. 겉보기 등급 최소 +3.401, 최대 +3.061에 이르고 준규칙 변광성(Semiregular variable)과 알골형 변광성(Algol variable) 유형이 섞여있다. 쌍둥이자리 에타 Aa·Ab, 쌍둥이자리 에타 B로 이루어진 삼중성계이며 약 120 pc 떨어져 있다. Aa의 스펙트럼형은 M2III로 적색거성이다.
· 쌍둥이자리 카파(κ Gem): 쌍둥이자리 카파는 겉보기 등급 +8.20의 매우 어두운 동반성을 가지고 있는 쌍성계로 이루어져 있다. 주성은 겉보기 등급 +3.57이며 스펙트럼형 G8III의 G형 거성이다. 약 43 pc 떨어져 있다.
· 테자트(Tejat, μ Gem; 쌍둥이자리 뮤): 프로푸스와 비슷하게 관측자 기준으로 IC 443의 근처에서 보이는 별로 프로푸스의 옆에 위치한다. 겉보기 등급 최소 +3.10, 최대 +2.727까지 변화하며 불규칙 변광성에 해당한다. 스펙트럼형 M3III의 적색거성이며 약 71 pc 떨어져 있다.
· 알지르(Alzirr, ξ Gem; 쌍둥이자리 크사이): 겉보기 등급 +3.36의 비교적 밝은 별로 관측자 시점에서 알헤나의 옆에서 보인다. 스펙트럼형 F5IV의 F형 준거성 또는 F5V의 F형 주계열성이다. 약 18 pc 떨어져 있다.
이외의 항성에 대한 설명 및 목록으로는 쌍둥이자리의 항성 목록 문서를 참고하여라.

### 어두운 천체들
- 성단

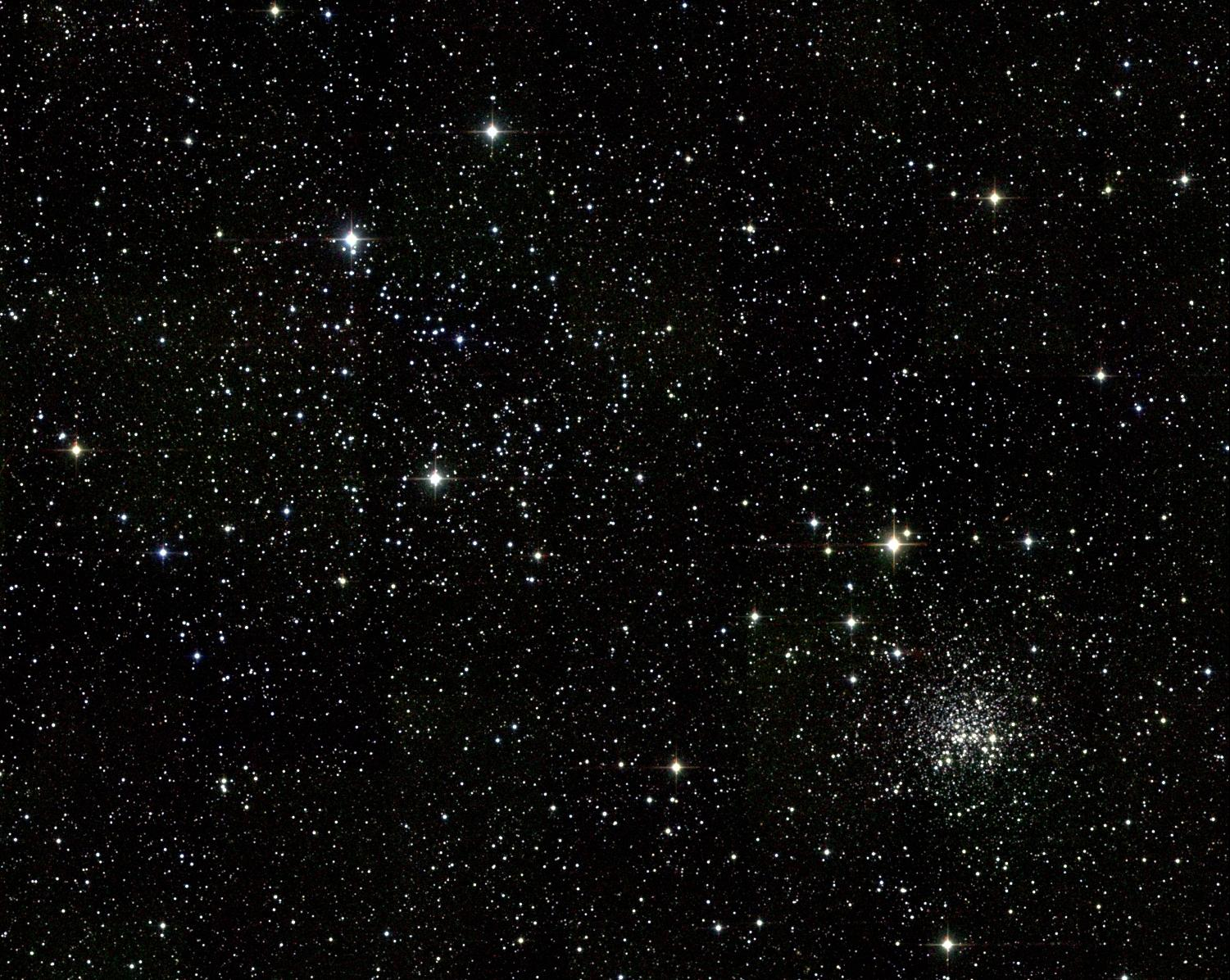
M35(좌측 상단)와 NGC 2158(우측 하단)

· 메시에 35(M35, NGC 2168): 시직경이 거의 보름달에 맞먹는 크기를 지닌 이 성단은 겉보기 등급 +5.30의 산개성단이다. 바로 옆에는 NGC 2158이 있으며 약 912 pc 떨어져 있다. 질량은 대략 태양의 1600배이며 반지름은 약 11 ly이다. 카스토르의 남동쪽, 엡실론성의 동쪽에 위치한다.
· NGC 2158: 관측자의 시점에서 메시에 35의 근처에 있는 산개성단으로 겉보기 등급은 +8.60이고 약 3.3 Kpc 떨어져 있다. 과거 구상성단으로도 여겨졌던 이 성단은 얇은 원반에 위치한 금속이 부족한 산개성단이다. 위치는 메시에 35와 찾는 방법이 같다.
- 성운

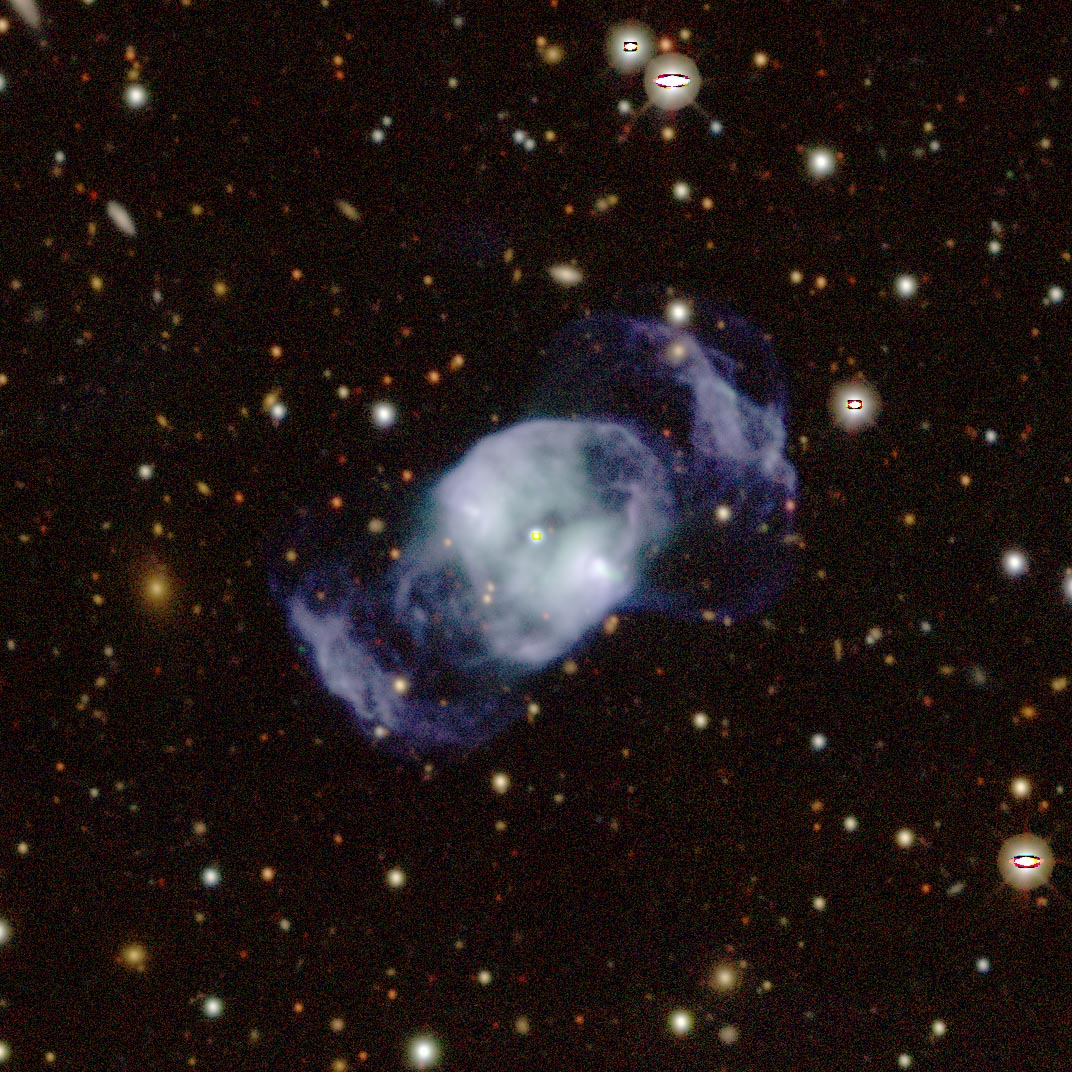
NGC 2371(NGC 2372)
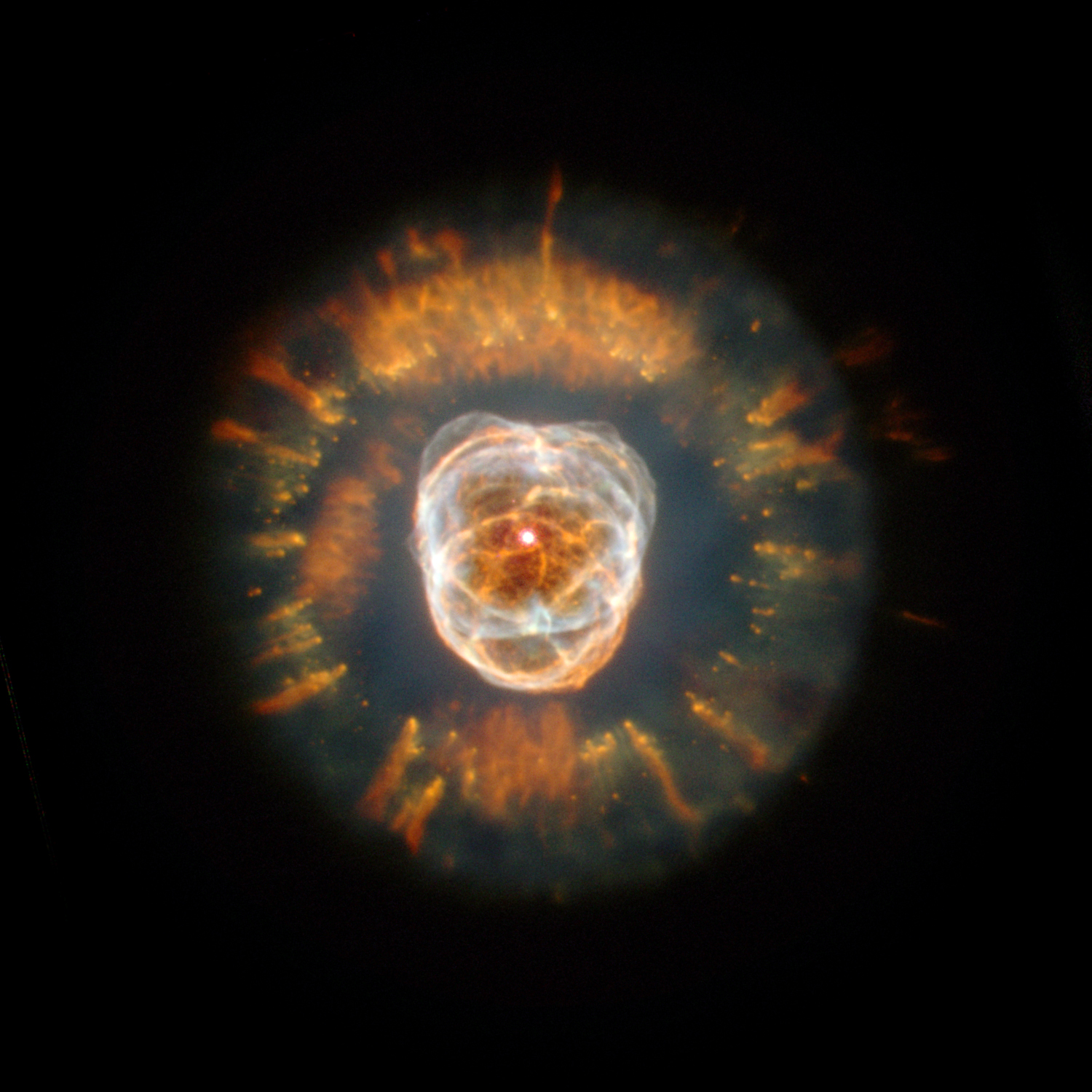
에스키모 성운(NGC 2392)
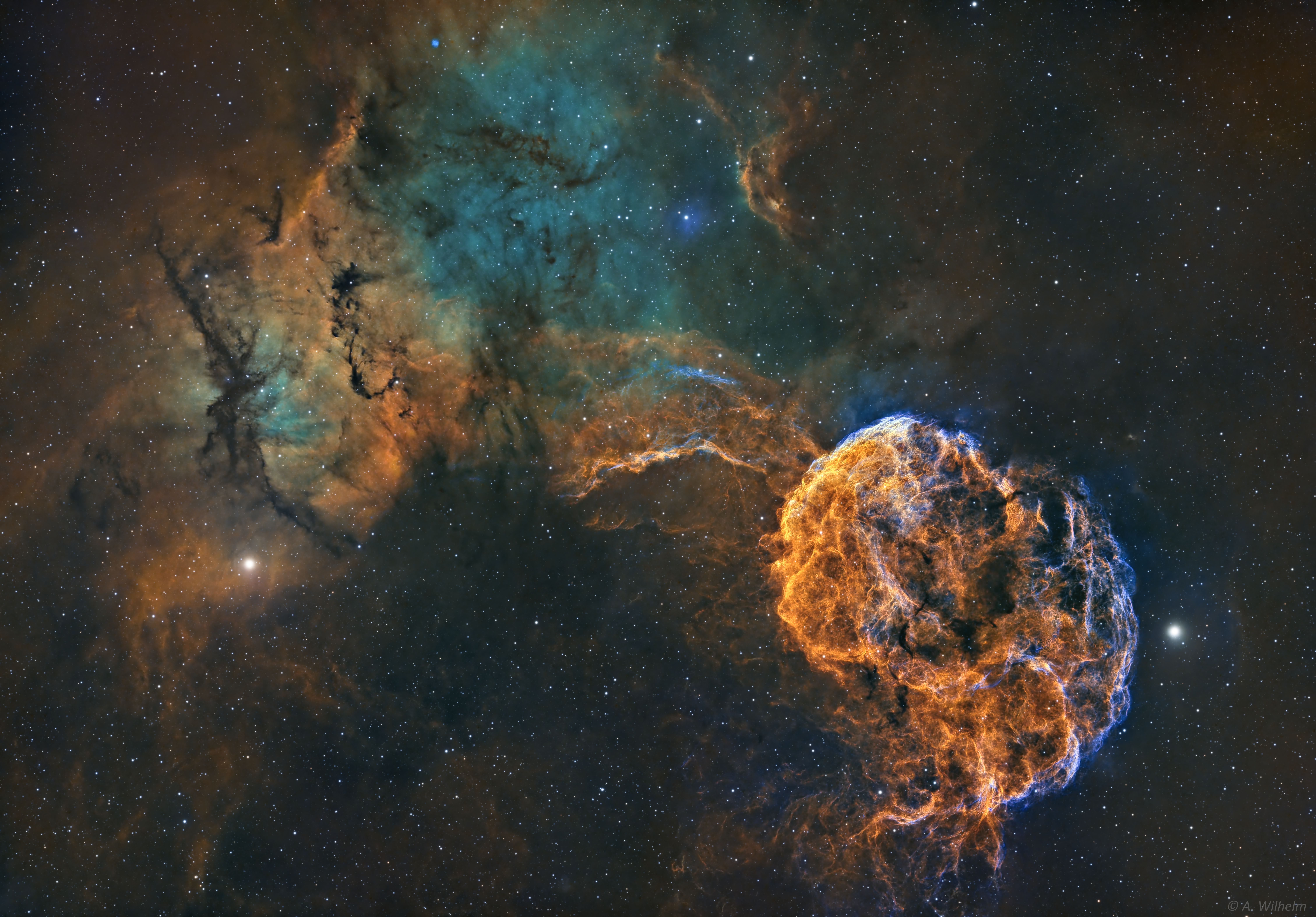
IC 443
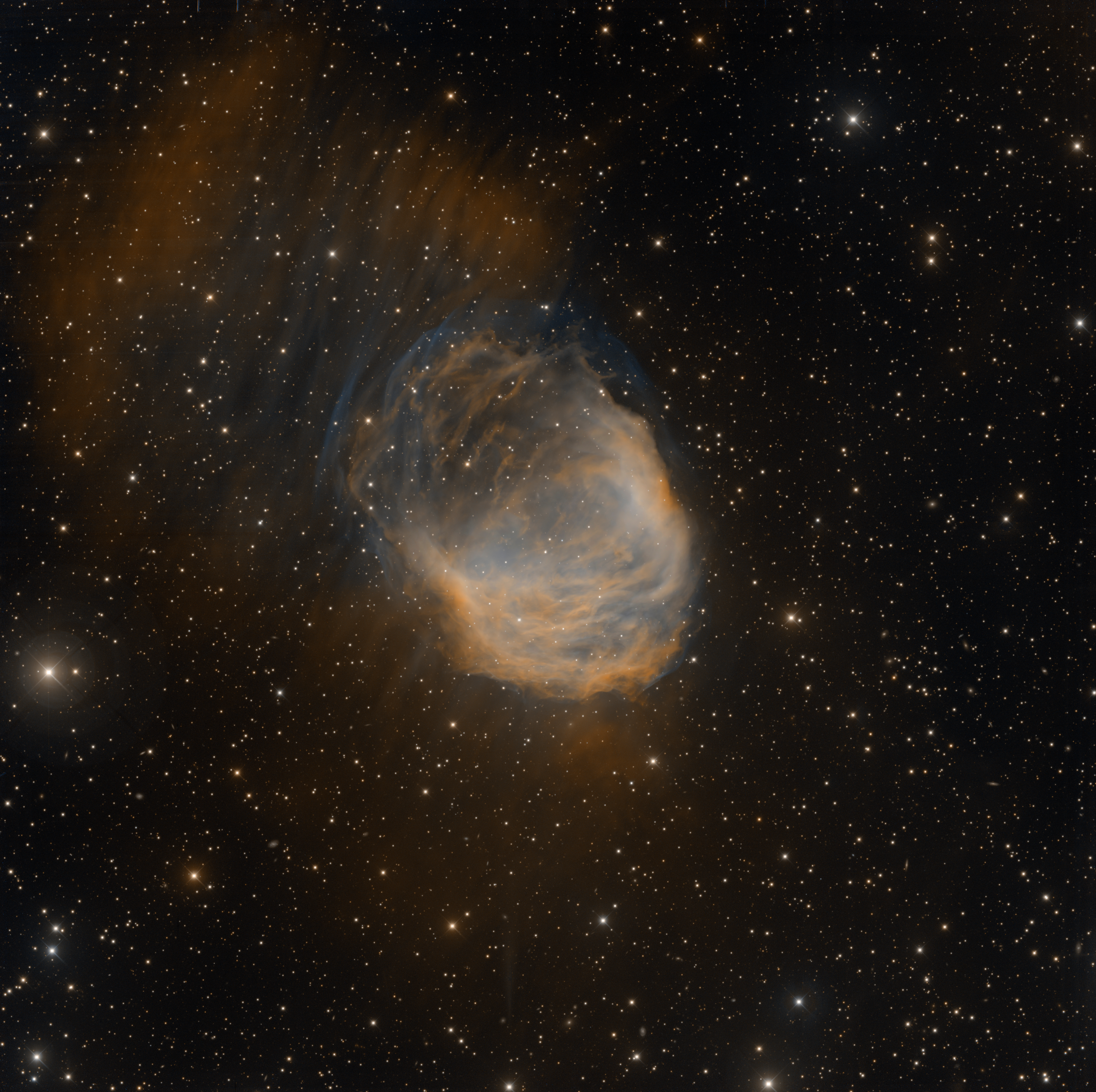
메두사 성운(Sh2-274)

· NGC 2371, NGC 2372(Double Bubble Nebula; 이중 거품 성운): 이 성운은 관측자의 시점에 따라서 두 개의 성운으로 분리되어 보이는 경우도 있다. 때문에 NGC 천체 목록에서 중복으로(2371과 2372) 등재되었다. 행성상성운이며 중심의 별은 스펙트럼형이 WO1인, 산소(O)가 비교적 풍부한 볼프-레이에별이다. 약 1.3 Kpc 떨어져 있고 카스토르의 남쪽에 있다.
· 에스키모 성운(Eskimo Nebula, NGC 2392, C39): 행성상성운으로 겉보기 등급은 +10.10이다. 내부 구조는 강한 항성풍에 의해 방출되며 외부에는 이례적인 크기의 구조물들이 있다. 중앙의 별은 HD 59088이며 델타성의 동쪽에 위치한다.
· IC 443(Jellyfish Nebula; 해파리 성운. Sh2-248): 큰 초신성잔해로 에타성 근처에 퍼져있다. II형 초신성의 잔해로 추정되며 주변의 분자운과 상호 작용한다. 약 1.5 Kpc 떨어져 있다. 이 성운은 다양한 밀도와 구조의 성간 환경에서 폭발해 방향마다 전혀 다른 양상을 띠는데 이는 다음과 같다. 남동쪽은 밀도가 높으며 충격파가 느리고, 북동쪽은 밀도가 낮고 충격파가 느리다. 더불어 X선 및 광학 이미지에서 보이는 북서쪽에서 남동쪽으로 잔해를 가로지르는 어두운 띠가 있는데, 이는 관측자와 성운 사이에 놓인 분자운으로 인한 것이다. 
· 메두사 성운(Medusa Nebula, Sh2-274): 오래된 행성상성운으로 중심에는 PG 1159별이 있다. 겉보기 등급 +15.99에 약 460 pc 떨어져 있다. 낮은 표면 밝기를 지니고 있다. 람다성의 서쪽에 있다.

## 신화

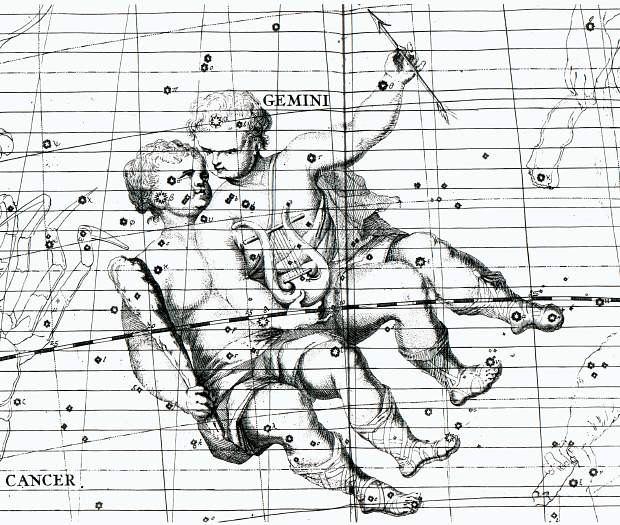
플람스티드 성도의 쌍둥이자리 (1729년)

쌍둥이자리는 두 개의 평행한 막대처럼 보여, 카스토르와 폴룩스의 전설과 연관이 되었다. 폴룩스는 신이 되어 죽지 않게 되었으나, 카스토르는 인간인 채로 죽게 될 운명이었다. 카스토르가 죽자 폴룩스는 죽음을 선택하지만 불사의 신이어서 죽지 못하였다. 제우스에게 부탁하여 자신을 죽게 해달라 하였으니, 제우스는 형제의 우애에 감동하여 하늘에 올려 별자리로 만들었다.